# La zia di Monica
 La zia di Monica è un film del 1979 diretto da G. Miller (alias Giorgio Mille).

## Trama
Monica è una liceale allegra, giovane e soprattutto sveglia: sa cosa vuole dagli uomini. Le sue amiche, invece, hanno un po' meno esperienza in materia; Così li invita alla fattoria della zia durante le vacanze per divertirsi insieme.